# Rjukan

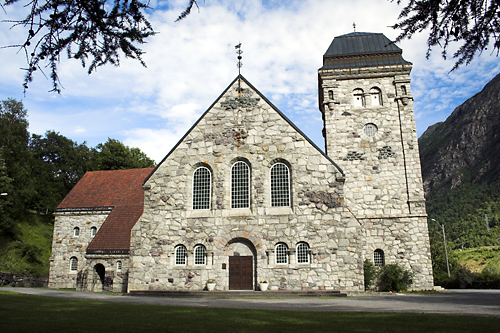
Rjukans kyrka blev färdig 1915. Den har 350 sittplatser.

Rjukan är en tätort och stad som utgör centralort i Tinns kommun i Telemark fylke i södra Norge. Tätorten ligger i Vestfjorddalen, halvvägs mellan Møsvatnet och Tinnsjø, och har fått sitt namn efter Rjukanfossen ('det rykande vattenfallet') väster om orten. Tätorten har 3 038 invånare (januari 2021, SSB).

## Historia
Rjukan var tidigare en viktig industriort i Telemark, uppbyggd kring Norsk Hydros anläggning Rjukan salpeterfabrikker i början av 1900-talet. Fabriken lokaliserades till Rjukan främst på grund av den goda tillgången på elkraft genom reglering av älven Måna och sjön Møsvatnet.
1934 byggde Norsk Hydro världens första kommersiella anläggning för tillverkning av tungt vatten i Vemork vid Rjukan. Under Nazitysklands ockupation under andra världskriget drevs anläggningen för att få tillgång till tungt vatten, vilket var en nödvändig del i Nazitysklands kärnvapenprogram. Anläggningen saboterades flera gånger av motståndsrörelsen och de allierade styrkorna.
I dag finns Norsk Industriarbeidermuseum i anläggningen i Vemork. Där visas Rjukans och industriarbetarnas historia, liksom ortens krigs- och sabotagehistoria.
Efter 1960 överfördes huvuddelen av salpeterproduktionen till Hydros fabrik på Herøya i Porsgrunn. Viss industri finns fortfarande i Rjukan, bland annat exportföretaget Scana Skarpenord.

## I dag
Rjukan satsar i dag mycket på turism. De viktigaste attraktionerna är skidåkning, fjällvandring, historia och isklättring. Rjukan är också ett attraktivt område för fritidshus.

### Solspeglar
På grund av ortens läge i en dal med höga omgivande berg så når inte solljuset fram mellan september och mars. Sedan 2013 finns det 450 meter ovanför staden på en bergssluttning utplacerat tre stycken speglar som reflekterar solljus och lyser upp omkring 200 kvadratmeter av stadens stora torg. Speglarna är 17 meter höga med vardera en yta på 100 kvadratmeter, och riktas automatiskt in för att följa solen.

## Kända personer
Den katolske biskopen av Oslo, Bernt Eidsvig, är född i Rjukan.